# Riaba Skała
Riaba Skała (1199 m n.p.m., według Geoportalu 1192,4) – szczyt w paśmie granicznym Bieszczadów Zachodnich, na granicy polsko-słowackiej.
Nazwa pochodzi od ukraińskiego słowa рябий – pstry. W literaturze najczęściej spotyka się również zniekształconą nazwę – Rabia Skała, widniejącą na XIX w. mapach austriackich. Alternatywną, poprawną formą jest Raba Skała.
Na wschód od głównej kulminacji znajduje się niższy (1169 m n.p.m.) wierzchołek (znak graniczny 1/15). Opada z niego na południe przepaść, znad której roztacza się widok na słowacką część Bieszczadów. Z najwyższego punktu odbiega na północ boczny grzbiet Paportnej i Jawornika. Najkrótsza droga na Riabą Skałę wiedzie ze wsi Wetlina (2.55 h).
Z rzadkich w Polsce gatunków roślin stwierdzono występowanie tawuły średniej, przewiercienia długolistnego i tocji karpackiej.

## Piesze szlaki turystyczne
Wetlina Stare Sioło – Jawornik – Paportna – Riaba Skała
- z Wetliny 3.15 h (↓ 2.35 h)

  Wetlina Kościół – Jawornik – Riaba Skała
- z Wetliny 2.55 h (↓ 2.20 h)

 (fragment szlaku Rzeszów – Grybów) Przełęcz nad Roztokami Górnymi – Okrąglik – Riaba Skała – Krzemieniec – Wielka Rawka – Ustrzyki Górne
- z Przełęczy nad Roztokami 3.55 h (↓ 3.30 h), z Okrąglika 2.40 h (z powrotem 2.30 h)
- z Ustrzyk Górnych 6.20 h (↓ 5.55 h), z Wielkiej Rawki 4 h (z powrotem 4.10 h), z Krzemieńca 3.25 h (z powrotem 3.30 h)

 szlak słowacki, przebiegający razem z niebieskim na odcinku do Krzemieńca
 szlak słowacki Nová Sedlica – Riaba Skała